# Riku
Riku (リク? land) är en karaktär från spelserien Kingdom Hearts, som är skapad och designad av Tetsuya Nomura.

## Biografi
Riku är 16 år och ett år äldre än Sora och Kairi. Riku, Sora och Kairi är bästa vänner och kommer från den lilla ön Destiny Island. Riku drömmer om att få resa och se andra platser och världar än den enformiga ön. Riku är förälskad i Kairi men har svårt att förklara det för henne.
Under en häftig storm öppnar han dörren till världens hjärta för att få lämna ön och släpper på så sätt in de hjärtlösa (orig. Heartless) som har som uppdrag att förstöra världarna. Sora, som trivs bra på den lilla ön, möter Riku på stranden där dörren till ondskan öppnas, men det är för sent. Riku har redan gått över till de hjärtlösas sida. Han försöker övertala Sora att gå med i den mörka världen, men Sora går inte med på det och blir då "The Keyblades" (nyckelsvärdet) valda ägare.
Riku som egentligen är "The Keyblade" först valda ägare blir bortvald då han går över till den mörka sidan. I stället väljer "The Keyblade" Sora till den nya ägaren. Det är svärdet självt som väljer vem som ska vara dess ägare.
Riku, Sora och Kairi skiljs åt under den häftiga stormen. Den onda Maleficent (Törnrosa) får Riku att tro att Sora övergett honom och skaffat nya vänner, Långben och Kalle Anka, och därför bestämmer han sig för att själv leta efter Kairi. På grund av detta vänder han sig emot Sora och hans vänner. Han får mycket krafter av Maleficent och på så sätt kan han kontrollera de hjärtlösa.